# 弗洛里尼亚
弗洛里尼亚是巴西圣保罗州的一个市镇。总面积227.359平方公里，总人口2860人，人口密度12.6人/平方公里。